# غيغار
غيغار (بالإنجليزية: Gêgar)‏ هي منطقة سكنية تقع في الصين في أزمة التبت والصين. يقدر عدد سكانها بـ
- نسمة .